# 生命时报
《生命时报》（英語：Life Times）是中华人民共和国的一份报纸，由人民日报社主管、环球时报社主办。报纸原名《环球时报·生命周刊》，2003年8月5日创刊，2006年1月17日改为现名。
报纸每周二、五发行，每期24版，内容以介绍医学健康知识以及世界各国医药研究的新成果为主，并邀请全国各地的医学专家撰稿。